# Park stanowy Indiana Dunes

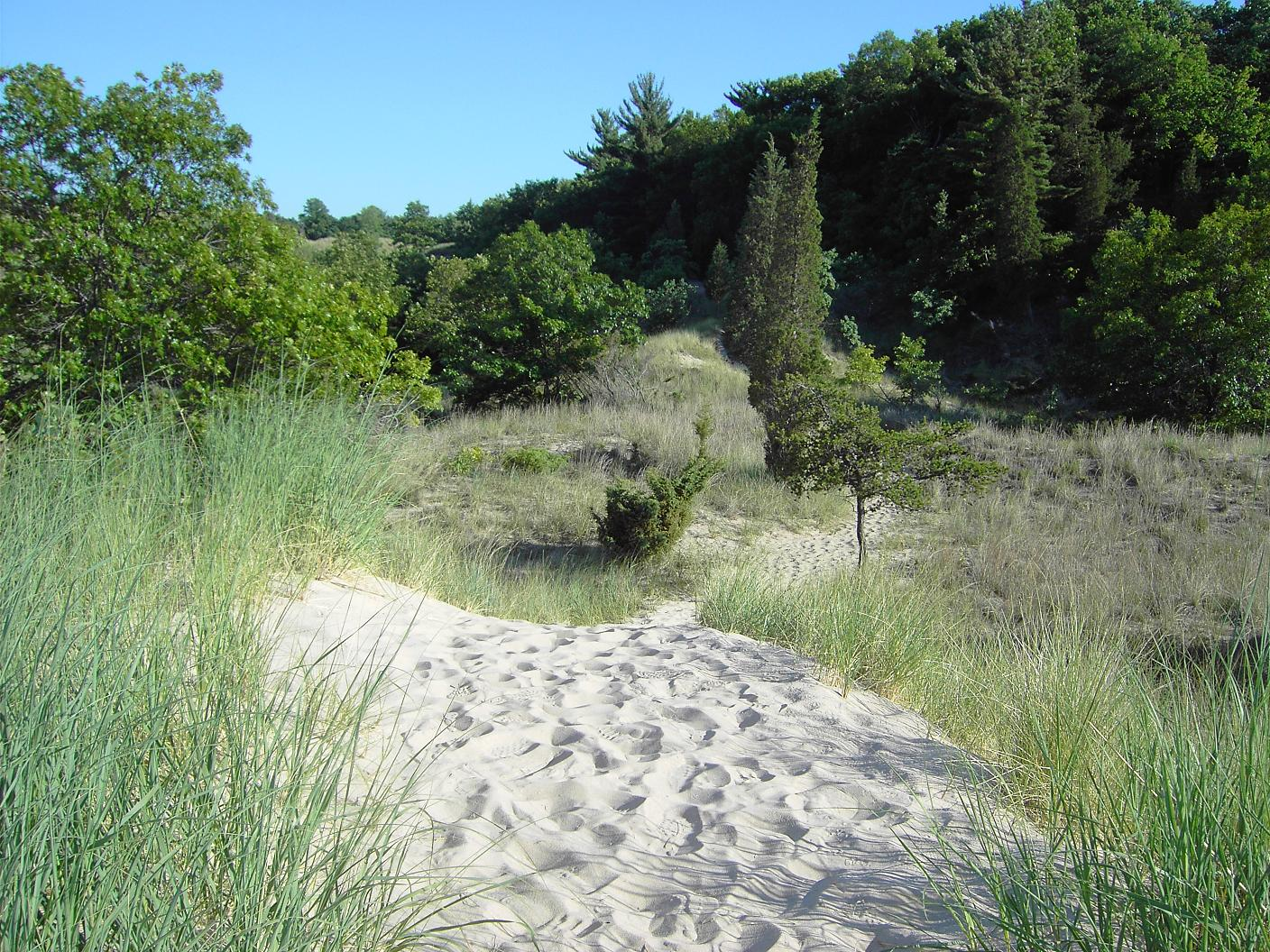
Las rosnący na wydmach w parku stanowym Indiana Dunes

Park stanowy Indiana Dunes (ang. Indiana Dunes State Park, dosłownie park stanowy wydm Indiany) – park stanowy w amerykańskim stanie Indiana. Swoim terenem obejmuje rozległe piaszczyste wydmy nad jeziorem Michigan.
Park został ustanowiony w 1925 roku i zajmuje powierzchnię około 8,83 km². Na jego terenie znajduje się kemping na 140 miejsc oraz duża plaża. W parku wytyczono 10 pieszych szlaków turystycznych o łącznej długości ponad 25 kilometrów. Park graniczy z obszarem chronionym Indiana Dunes National Lakeshore zarządzanym przez federalną agencję National Park Service.